# Seznam písní Jakuba Smolíka
Toto je seznam písní zpěváka Jakuba Smolíka.

## Seznam
- poz. - píseň   - duet - (autor hudby / autor textu))

(h:/t:) - doposud nezjištěný autor hudby nebo textu
(na doplnění)

## 0-99
- 16 růží  - (Jakub Smolík, Trnka / Zdeněk Borovec)

## A
- Ameriko  - (Jiří Vondráček / Hana Sorrosová)
- Asi je čas  - (Kenny Rogers / Jakub Smolík, František Kasl)
- Asi nebudu kovboj  - (František Kasl / František Kasl)
- Až se mě děti budou ptát - Jakub Smolík a Šárka Tomanová - (Vítězslav Hádl, Ladislav Pikart / Petr Markov)
- Až se ti jednou bude zdát  - Jakub Smolík / Jakub Smolík, Václav Hons)
- Ave Maria - (Jiří Zmožek / Marcel Zmožek)
- Ave Maria - Jakub Smolík a Šárka Tomanová - (Jiří Zmožek / Marcel Zmožek)
- Až mě andělé  - (Petr Spálený / Josef Fousek)

## B
- Báječná ženská - Jakub Smolík a Šárka Tomanová - (Willie Nelson, Waylon Jennings / Zdeněk Rytíř)
- Bezejmenná - (Roman Šandor / Zbyněk Derner)
- Bílý sníh  - (Michael Phillips / Mirek Hoffman)
- Blázen žárlí  - (Zdeněk Barták / Jaroslav Machek)
- Bláznivá - (Zdeněk Barták / Jakub Smolík, Zbyněk Derner)
- Bláznivej pan koleda  - (Michal David / Richard Bergman)
- Blizzard  - (H. Hauward / Jan Vyčítal)
- Budíky  - (Tira e Molla, Mauro Pauluzzi, Roberto Vecchioni / Pavel Žák)

## C
- Cesta do pekel - (Chris Rea / Jakub Smolík)
- Cesta do pekel - (Jakub Smolík a  Martin Maxa - (h: / t:)
- Cesty - (R. M. Šandor / M. Kracík)
- Co na tom  - (Roman Šandor / Roman Šandor)
- Co víc si můžem přát - (Daniel Barták / Zdeněk Barták)

## Č
- Čas - (Roman Šandor / Zbyněk Derner)
- Čas zůstane v nás - (Roman Šandor / Zbyněk Derner)
- Čekal jsi asi víc - Jakub Smolík a Šárka Tomanová - (Willie Nelson / Michael Žantovský)

## D
- Dál Tě mít - (Zdeněk „Charlie“ Blažek / Markéta Mazourová)
- Dětský oči  - (Petr Novák / Ivo Plicka)
- Dívka s vlasem medovým - Jakub Smolík a Šárka Tomanová - (T.T.Hall / Mirek Hoffman)
- Dívám se na Tebe - (Richard Bergman / Richard Bergman)
- Divná květina  - (František Kasl / František Kasl)
- Dnes ráno spím  - (František Kasl / Michal Bukovič)
- Dopisy lásky  - (Míra Kuželka / Míra Kuželka)
- Džínová láska - Jakub Smolík a Šárka Tomanová - (Josef Blažejovský / Josef Blažejovský)

## H
- Holka s bílou halenou  - (Petr Novák / Eduard Krečmar)
- Hvězda k zemi padá  - (František Kasl / František Kasl)
- Hvězdička  - (Petr Novák / Eduard Krečmar)

## Ch
- Chceš mě  - (Zdeněk Barták / Eduard Krečmar)
- Chci Ti říct  - (Zdeněk Barták / Zbyněk Derner) (téma z filmu Drsná planina)
- Chvála bláznovství  - (František Kasl / František Kasl)
- Chvíli jen chvíli  - (Jiří Zmožek / Vladimír Čort)

## J
- Já nejsem zlej  - (František Kasl / František Kasl)
- Já nic, já muzikant - (Zdeněk Barták / Eduard Krečmar)
- Já Tě dívko dávno znám (If Tomorrow Never Comes) - (Kent Blazy, Garth Brooks / Roman Šandor, Zbyněk Derner)
- Jdu dál (Hold On) - (S. Bilao, K. Savigar, S. Tyrell, J. Walters / J. Smolík)
- Jen blázen žárlí  - (Zdeněk Barták / Jaroslav Machek)
- Jen mou vinou  - (R. M. Šandor / H.Sorrosová)
- Ještě nechoď spát - (Jakub Smolík / Vladimír Poštulka)
- Jsem O.K. - (Zdeněk Barták / Richard Bergman)
- Jsem sám - (Zdeněk Barták  / Richard Bergman)
- Jsi stále má - (Miroslav ?Mejla? Kořán / Zbyněk Derner)
- Jsi zklamaná  - (Petr Štěpánek / Petr Štěpánek)

## K
- Každej si meleme svou  - (h:Petr Janda / t:Aleš Brichta)
- Kesera  - (Jiří Zmožek / Vladimír Čort)
- Když andělé pláčou  - (Eric Clapton / Marcel Zmožek)
- Když se láska vrací k nám  - (Jiří Zmožek / Marcel Zmožek)
- Když se láska vrací k nám - Jakub Smolík a  Šárka Tomanová - (Jiří Zmožek / Marcel Zmožek)
- Koženej klobouk  - (Michal David / Vladimír Poštulka)

## L
- Láska  - (Jiří Vondráček / Hana Sorrosová)
- Lásko (Lady) - (L. Richie / Z. Derner)
- Lásko, GoodBye  - (Willie Nelson / Jakub Smolík)
- Lásko má - (Zdeněk Barták / Zbyněk Derner)
- Lásko stůj při mně  - (František Kasl / František Kasl)
- Léta jsem nehrál na housle  - (Jiří Zmožek / Miroslav Florian)
- Lhářka - (K.Paul / K.Paul)

## M
- Madony  - (J. Smolík, M. Pokorný / J. Šprongl, R. Hůd, J. Smolík)
- Madony  - (J. Smolík / J. Smolík, M. Pokorný, M. Hrdinka)
- Má Jenny  - (František Janeček / Boris Janíček)
- Mám lásku jinou  - (A. Bittner / Hana Sorrosová)
- Máma - Jakub Smolík a Šárka Tomanová - (Randy Goodrum / Jakub Smolík)
- Má lady  - (Zdeněk Barták / Zdeněk Rytíř)
- Mámě  - (Newberry, Gilmour / J. Smolík)
- Maminka  - (Charles Aznavour / Oskar Man)
- Mám už dávno jinou - Jakub Smolík a Šárka Tomanová - (Petr Hanig / Eduard Krečmar)
- Malý přítel z města „N“  - (Miro Arbex / Miro Arbex, Zdeněk Borovec)
- Marion - Jakub Smolík a Šárka Tomanová - (Jiří Zmožek / Vladimír Čort)
- Máš oči mý mámy  - (J. Mladý / J. Mladý)
- Modrá z džín - Jakub Smolík a Šárka Tomanová - (Michal Tučný / Michal Tučný)
- Možná mě hledáš  - (Michal David / Vladimír Poštulka)
- Muž se srdcem kovboje - Jakub Smolík a Šárka Tomanová - (Marcel Zmožek / Marcel Zmožek)

## N
- Nad vodou svítá - Jakub Smolík a Šárka Tomanová - (traditional / M.Třebický)
- Narkomani  - (M.Havel, J.Smolík / M.Havel)
- Na vánoce ráno - Jakub Smolík a Šárka Tomanová - (traditional / Jan Vyčítal)
- Návrat  - (Zdeněk Barták / Richard Bergman)
- Návrat domů  - (Willie Nelson / Jakub Smolík)
- Nebeská brána - (Bob Dylan / P. Kalandra)
- Nebyl jsem ten pravý  - (Jakub Smolík / Boris Janíček)
- Nedělní ráno  - (Kris Kristofferson / Vladimír Poštulka)
- Nechat si zdát  - (František Kasl / František Kasl)
- Nejsi má  - (Zdeněk Barták / Zdeněk Rytíř)
- Neodcházej  - (Zdeněk Barták / Eduard Krečmar)
- Neříkej, že už se loučíš - (Zdeněk Barták / Eduard Krečmar)
- Nevěř náhodám  - (Antonín Kny / František Kasl)
- Nezavolám  - (Chris Norman / Hana Sorrosová)
- Noční hráč  - (František Kasl / František Kasl)

## O
- Ó mámo  - (Sonny Bonno / Petr Rezek)
- Odpouštěj  - (Zdeněk Barták / Jakub Smolík)
- Oh Ruby  - (Mel Tillis / Jiří Grossman)
- O nespočetné kráse těla  - (Štěpán Kojan / Vítězslav Nezval)
- Ostrov v proudu dní - Jakub Smolík a  Gabi Goldová - (Bary Gibb, Maurice Gibb, Robin Gibb / Hana Sorrosová)
- Outsider Waltz - Jakub Smolík a  Wabi Daněk - (h:/t:)

## P
- Pak někdo začal tiše zpívat - (Zdeněk Barták / Jiří Štědroň)
- Pak to přejde  - (Marek Dobrodinský / František Řebíček)
- Pán Bůh řek vraťte se  - (John Denver / Pavel Cmíral)
- Pojď stoupat jak dým - Jakub Smolík a Šárka Tomanová - (Ingfer / Wagner, č.t:Vladimír Poštulka
- Popelky  - (Karel Černoch / Pavel Žák)
- Posel dobrejch zpráv  - (František Kasl / František Kasl)
- Poslední kovboj  - (Zdeněk Rytíř / Zdeněk Rytíř)
- Posvátná chvíle  - (Michal David / Richard Bergman)
- Pošťák  - (Štěpán Kojan / Štěpán Kojan)
- První sníh - Jakub Smolík a Šárka Tomanová - (Jiří Zmožek / Vladimír Poštulka)
- Prý chlapi nebrečí  - (Jiří Zmožek / Marcel Zmožek)
- Princezna z kaluží  - (K. Mirošník / Vladimír Poštulka)
- Poslední start  - (František Kasl / Jakub Smolík)

## R
- Rákosí - Jakub Smolík a Šárka Tomanová - (traditional / Petra Černocká)
- Rána z rána - (František Kasl / František Kasl)

## Ř
- Řekněte jí  - (H.Hausey / Jan Vyčítal)
- Řekni, že je nebe (Tell Me There's A Heaven) - (Chris Rea / Standa Čermák)

## S
- Sám s dálkou - (Charlie Blažek / Pavla Maradová)
- Samotář - (D. Krob / D. Krob)
- Sám v dešti  - (Jakub Smolík / Petr Husák)
- Sedmikráska - Jakub Smolík a Šárka Tomanová - (Jiří Zmožek / M.Kořínek)
- Sen kovbojů  - (Zdeněk Barták / Eduard Krečmar)
- Silent Night  - (traditional / traditional)
- S láskou je líp  - (Jakub Smolík / J. Konáš)
- Snad jsem to já  - (Kris Kristofferson / Jakub Smolík)
- Sníh se snáší na Blaník - (Standa Čermák / Standa Čermák)
- Snům slíbit smíš - (Richard Procházka / Zbyněk Derner)
- Spi, já musím jít  - (J. Mladý / J. Mladý)
- Srdce na dlani  - (František Kasl / František Kasl)
- Starý chlapi ty to znaj  - (Willie Nelson / Jakub Smolík)
- Stýskání  - (Petr Janda / Aleš Brichta)
- Sundej z hodin závaží - Jakub Smolík a Šárka Tomanová - (Kris Kristofferson / Michal Bukovič)
- Svět je záhadnej - (Zdeněk Barták / Richard Bergman)

## Š
- Šanci mi zas dej - (Richard Bergman / Gabriela Bergmanová)
- Šašek  - (František Kasl / František Kasl)

## T
- Tak rád Tě líbám - (R. M. Šandor / Zdeněk Rytíř)
- Tak už to bývá - (Zdeněk Barták / Richard Bergman)
- Tam u nebeských bran  - (Jiří Zmožek / Zdeněk Rytíř)
- Tátův sen  - (František Kasl / František Kasl)
- The First Noel  - (Schulman, Jackson, Thompson / Schulman, Jackson, Thompson)
- The Christmas Song  - (Torme / Wels)
- Tichá noc - Jakub Smolík a Šárka Tomanová - (Franz Xaver Gruber / J.Fikejsová)
- Tichá noc 1864  - (Franz Xaver Gruber, Marek Dobrodinský / Hana Sorrosová)
- Tobě  - (Smolík / Smolík, Hrázská)
- Tobě II.  - (Jakub Smolík / Jakub Smolík)
- Tráva zmírní pád  - (Jakub Smolík / J. Konáš)
- Trochu rumu v láhvi  - (Michal David / Vladimír Poštulka)
- Tvým snům  - (Gibson / František Kasl)
- Ty a já - (Roman Šandor / Zbyněk Derner)
- Ty jsi můj zázrak - (Zdeněk Barták / Zbyněk Derner)

## U
- Už dávno se mi nezdá  - (František Kasl / František Kasl)

## V
- Veď mě dál cesto má - Jakub Smolík a Šárka Tomanová - (H.J.Deutschendorf / B.Danoff, M.C.Danoff, č.t:Vladimír Poštulka)
- Vincent  - (Don McLean / Zdeněk Rytíř)
- Víš  - (Štěpán Kojan / Štěpán Kojan)
- V paměti mám - (Z. Ch. Blažek / M. Vítková)
- V parku za řekou - (Zdeněk Barták / Vladimír Poštulka)
- Vše je pryč - (Willie Nelson / Jakub Smolík)
- Vteřina  - (František Kasl / František Kasl)
- V uličkách mých - Jakub Smolík a Lucie Černíková  - (Carson, Parks / Zbyněk Derner/Jiří Ševčík)
- Vzdálené bubny - (Cindy Walker / Jiří Grossmann)
- Vzpomínka  - (Zdeněk Barták / Eduard Krečmar)
- Vzpomínka na Blaník - (Zdeněk Barták / Jakub Smolík)
- Vúně příštích cest - (Zdeněk Barták / Jiří Štědroň)

## W
- We Wish You A Merry Christmas - (Schulman, Jackson, Thompson / Schulman, Jackson, Thompson)

## Z
- Zahrada ticha - (Projektil / Projektil)
- Zachraňte milenky - (František Kasl / František Kasl)
- Zbláznění  - (Jaroslav Uhlíř / Karel Šíp)
- Z dlaně mi hádej - (Jakub Smolík / Petr Rada)
- Zpověď  - (Jiří Vondráček / Hana Sorrosová)
- Zrychlený tep - (J. Hradec / J. Konáš)

## Ž
- Živá láska - (Avogadro / Pavel Žák)
- Žokejská balada - (Petr Spálený / Ludvík Hess)